# Marc Chapiteau
Marc Chapiteau est un acteur français né le 17 août 1946 à Lyon

## Biographie
Né le 17 août 1946 dans le 5e arrondissement de Lyon, Marc-Ludovic Chapiteau a commencé sa carrière au théâtre en 1967 puis à la télévision en 1970. 
Avant cette carrière professionnelle, il a incarné Scapin dans Les Fourberies de Scapin de Molière lors de ses études au lycée de Bourgoin-Jallieu.

## Filmographie

### Cinéma

#### Longs métrages
- 1970 : L'Escadron Volapük de René Gilson
- 1970 : Out 1, noli me tangere de Jacques Rivette (+ version courte : Out one : Spectre)
- 1971 : On n'arrête pas le printemps de René Gilson[2]
- 1973 : Erica Minor de Bertrand Van Effenterre
- 1974 : Souvenirs d'en France d'André Téchiné
- 1975 : Docteur Françoise Gailland de Jean-Louis Bertuccelli
- 1975 : La Meilleure Façon de marcher de Claude Miller
- 1976 : Mado de Claude Sautet
- 1978 : Ne pleure pas de Jacques Ertaud (téléfilm diffusé en salles)
- 1981 : Fais gaffe à la gaffe! de Paul Boujenah
- 1981 : Le Choix des armes d'Alain Corneau
- 1983 : Flics de choc de Jean-Pierre Desagnat
- 1983 : Ronde de nuit de Jean-Claude Missiaen
- 1987 : Un été à Paris de René Gilson
- 1996 : J'irai au paradis car l'enfer est ici de Xavier Durringer
- 1999 : Mille bornes d'Alain Beigel
- 2000 : Bandits d'amour de Pierre Le Bret
- 2001 : Tu ne marcheras jamais seul de Gilles Chevalier
- 2001 : Requiem d'Hervé Renoh
- 2007 : La Môme d'Olivier Dahan
- 2007 : Les Liens du sang de Jacques Maillot
- 2010 : Pauline et François de Renaud Fély
- 2012 : La Mer à boire de Jacques Maillot
- 2012 : Les Beaux Jours de Marion Vernoux

##### Nota
- Ciné-revue le créditait dans Beau-père de Bertrand Blier (1981), information rajoutée sur la fiche IMDB du film. Le rôle est coupé au montage.

#### Courts métrages
- 1970 : Le Dialogue des étudiantes de Jean Douchet
- 1971 : Camille ou la comédie catastrophique de Claude Miller
- 1975 : Le jour du départ  de Jean-Pierre Bonneau
- 1988 : J'aime rien de Henri-Paul Korchia
- 1991 : La Philosophie dans le boudoir de Olivier Smolders
- 1992 : Quidam de Sophie Deflandre
- 1995 : Lumière et Compagnie, segment Paris de Claude Miller
- 2002 : Le Passage de Charlotte Walior
- 2004 : Emily la princesse... de Catherine Wilkening
- 2006 : J'ai plein de projets de Karim Adda
- 2006 : La 17e marche de Karim Adda

### Télévision
- 1970 : L'Illusion comique de Corneille, réalisation Robert Maurice
- 1971 : Le Prussien de Jean L'Hôte
- 1971 : François Gaillard ou la Vie des autres 7e épisode (dans le rôle de Georges)
- 1974 : Le silence des armes (dans le rôle de Jacques Fortier) de Jean Prat (réalisateur) d'après Bernard Clavel[3]
- 1977 : Les Cinq Dernières Minutes : Nadine de Philippe Joulia
- 1977 : La Mer promise de Jacques Ertaud
- 1977 : Messieurs les jurés : L'Affaire Beauquesne de Serge Witta
- 1978 : Désiré Lafarge  épisode : Les Vacances de Désiré Lafarge  de Jacques Krier
- 1979 : Les Cinq Dernières Minutes épisode Nous entrons dans la carrière de Claude Loursais
- 1979 : Les Enquêtes du commissaire Maigret, épisode : Maigret et la vieille dame de Stéphane Bertin
- 1980 : La Traque, de Philippe Lefebvre
- 1981 : Sans Famille de Jacques Ertaud : Bob
- 1981 : Les Cinq Dernières Minutes de Claude Loursais, épisode L'écluse du temple
- 1981 : Les Cinq Dernières Minutes de Claude Loursais, épisode Mort au bout du monde
- 1983 : Les Enquêtes du commissaire Maigret d'Alain Levent (série télévisée), épisode : La Colère de Maigret
- 1985 : Le Deuxième Couteau téléfilm de Josée Dayan : Achille
- 1987 : Les Cinq Dernières Minutes, épisode Claire obscure de Franck Apprederis
- 1988 : Carte de presse, mini-série de 4 épisodes de Michel Favart : Albert[4]
- 1993 : Nestor Burma (série télévisée), saison 2, épisode 4 : Mic mac moche au Boul'Mich d'Henri Helman : Igor
- 1993 : Commissaire Navarro (série télévisée), saison 7, épisode 7 : Meurtre d'un salaud de Jacques Ertaud : Fourcade
- 1999 : L'Instit, épisode 5x05 L'enfant caché de Roger Kahane : Marc
- 2001 : Maigret, épisode : Mon ami Maigret de Bruno Gantillon (Carrouge)
- 2009 : Un singe sur le dos, de Jacques Maillot : Louis[5]
- 2010 : Mes chères études d'Emmanuelle Bercot : le photographe

### Doublage
- 2000 : J'ai tué Clémence Acéra de Jean-Luc Gaget
- 2002 : Corto Maltese, la cour secrète des arcanes de Pascal Morelli
- 2015 : Maggie : Dr Vern Kaplan (Jodie Moore)
- 2018 : The Outpost (série tv) : Tiberion Shek (Cokey Falkow)

### Commentaire
- 1974 : De l'Afrique et des Africains de Jacques Willemont (7 production), diffusion : ORTF, RTBF, Canada francophone.

### Réalisation/scénariste
- 1994 : Le Tapis brûle (court-métrage)

## Théâtre
- 1967 : Capitaine Fracasse de Serge Ganzl. Mise en scène de Gilles Chevassieu
- 1967 : Les Cavaliers d'Aristophane, Mise en scène de Gilles Chevassieu
- 1968 : Monsieur De Pourceaugnac de Molière. Mise en scène de Daniel Allombert
- 1969 : L'Opéra Du gueux de John Gay. Mise en scène de Bernard Sobel
- 1969 : La Vie parisienne de Jacques Offenbach, livret Henri Meilhac et Ludovic Halévy, mise en scène Jean-Pierre Grenier, théâtre des Célestins
- 1969 : La Mise en pièce du Cid de et mise en scène de Roger Planchon.
- 1970 : Homme pour Homme de Bertolt Brecht. Mise en scène de Jacques Rosner.
- 1972 : Le Massacre à Paris de Christopher Marlowe, mise en scène Patrice Chéreau, théâtre national populaire de Villeurbanne
- 1972 : Sarcelles sur Mer de et mise en scène de Jean Pierre Bisson.
- 1972 : Sauves d'Edward Bond. Mise en scène de Claude Régy.
- 1976 / 1977 : Chicagi Crim And Crash de Alain Françon. Mise en scène de Jean-Pierre Dougnac et Walter Weideli.
- 1982 : Toute Honte Bue de et mise en scène de Jean-Pierre Bisson
- 1984 : Il pleut sur le bitume de Stephan Meldegg et Michel Valmer. Mise en scène de Stephan Meldegg[6]
- 1985 : Les Justes d'Albert Camus, mise en scène Roger Hanin
- 1986 : Dom Juan ou le Festin de Pierre de Molière. Mise en scène de Pierre Barrat.
- 1986 : L’interrogatoire de Vladimir Volkoff
- 1993 : L’homme et son double de Jean-François Marchi. Mise en scène de Gilles Ikrelef.
- 1999 : Surfeurs de et mise en scène de Xavier Durringer
- 2000 : Année 2032 de Hugo Paviot. Mise en scène de Xavier Czapla
- 2003 : Tartuffe de Molière. Mise en scène de Philippe Ferran
- 2008 : Oncle Vania de Tchekhov. Mise en scène de Bruno Liviero.
- 2009 : Fool For Love de Sam Sheppard. Mise en scène de Hervé Matras : le Vieux
- 2010 : Tartuffe de Molière. Mise en scène de Philippe Ferran. Théâtre du Lucernaire (rôle-titre)